# Bernsbach
Bernsbach is een ortsteil van de stad Lauter-Bernsbach in de Duitse deelstaat Saksen. Op 1 januari 2013 fuseerde de tot dan toe zelfstandige gemeente met de stad Lauter/Sa.

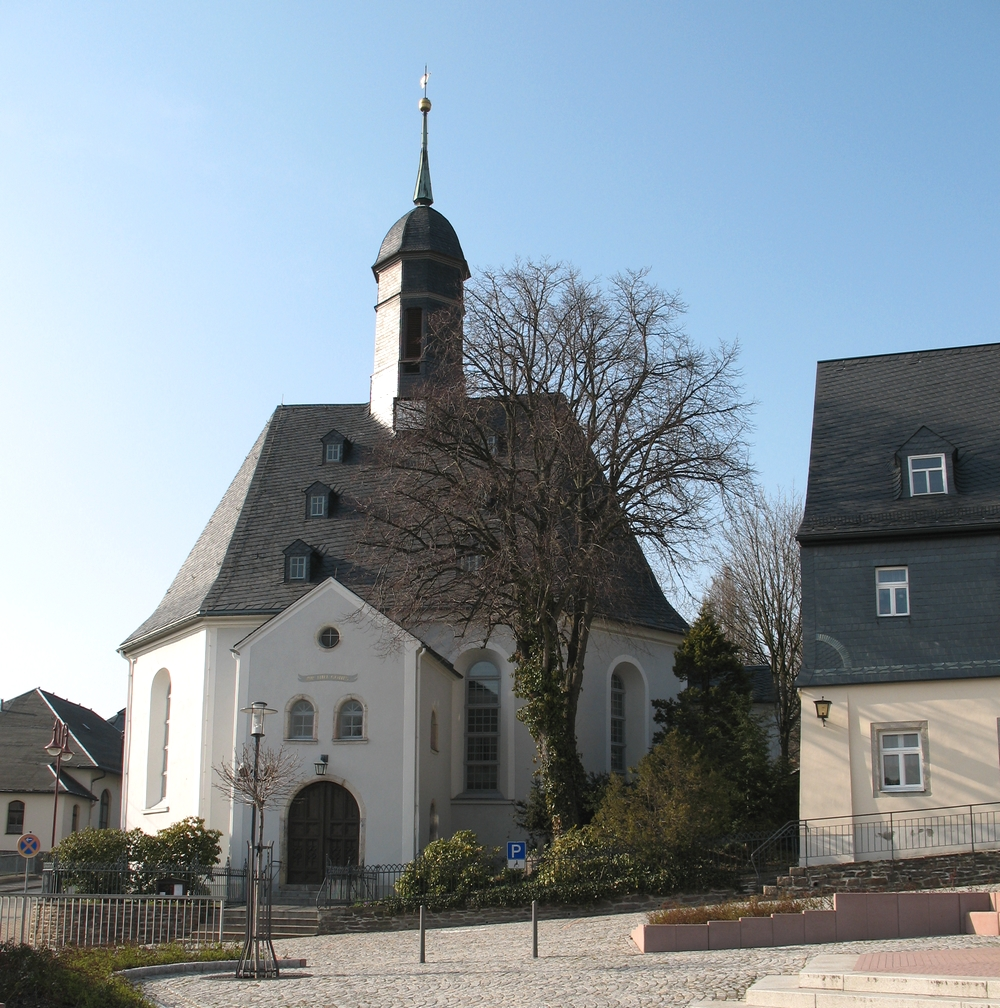
Kerk

Panorama Schwarzwassertal